# WWE The Bash
The Bash és un esdeveniment anual de pagament per visió (PPV) produït per l'empresa de lluita lliure professional World Wrestling Entertainment (WWE) el mes de juny o juliol. Fins a l'edició del 2009, l'esdeveniment s'anomenava The Great American Bash. L'esdeveniment es va produir originalment el 1985 per National Wrestling Alliance i després pel seu successor World Championship Wrestling (WCW). Segons una autobiografia de Ric Flair anomenada To Be the Man, Dusty Rhodes va inventar el concepte. El darrer esdeveniment es va celebrar l'11 de juny del 2000 amb la idea que no es tornés a celebrar cap vegada més a causa de l'adquisició de la WCW per la World Wrestling Federation (WWF). Després de quatre anys, l'esdeveniment va ser reviscut per la rebatejada WWE al juny del 2004, però únicament amb la participació de la marca Smackdown! fins al 2006. El 2007 finalment, es va establir com un PPV amb la participació de les tres marques seguint el format de WrestleMania.
El 2009 The Bash es va a passar a conèixer amb el seu nom actual per mostrar una llunyania amb el seu passat com a part de la WCW.